# Noi, insieme, adesso - Bus Palladium
Noi, insieme, adesso - Bus Palladium (Bus Palladium) è un film del 2010 diretto da Christopher Thompson.
È stato presentato nella sezione Festa Mobile al Torino Film Festival.
Il titolo è tratto dal nome di una celebre discoteca parigina.

## Produzione
Per l'attore Christopher Thompson, si tratta dell'esordio alla regia di un lungometraggio.

## Riconoscimenti
Il film ha ricevuto due candidature ai Premi César, per la migliore promessa maschile (ad Arthur Dupont) e la miglior musica.